# Acerinox
Die Acerinox, SA, ist ein spanisches Stahlunternehmen, welches sich auf die Herstellung rostfreier Stähle und Edelstahl spezialisiert hat. Die Jahreskapazität beträgt 2,7 Millionen Tonnen. Acerinox gehört nach eigenen Angaben, gemessen an der Produktion, zu den drei größten Flachstahlproduzenten weltweit.
Acerinox ist aufgrund der Entwicklung eigener innovativer Fertigungstechniken in der Branche bekannt. Das Unternehmen produziert an drei Standorten in Spanien, Südafrika und den USA Flachstahl. An zwei weiteren spanischen Standorten und in den USA wird Kabeldraht sowie Draht zur Herstellung von Elektroden hergestellt. Darüber hinaus werden weltweit Handelsniederlassungen betrieben, um die Kunden in über 80 Ländern zu betreuen.

## Cäsium-Freisetzung 1998
Ein aufsehenerregender Zwischenfall ereignete sich 1998 in einem der Werke in Los Barrios. Dort war beim Verarbeiten von Schrott radioaktives 137Cs in den Verarbeitungsprozess gelangt. Dies führte zu einer Freisetzung von Radioaktivität in die Luft und machte eine aufwändige und teure Entseuchung der Anlage notwendig. Das Cäsium verbreitete sich in verdünnter Konzentration bis nach Mitteleuropa.

## Produkte
- Brammen (Rohstahlblöcke)
- Bleche
- Bewehrungsstahl
- Draht

## Tochterunternehmen und Stahlwerke

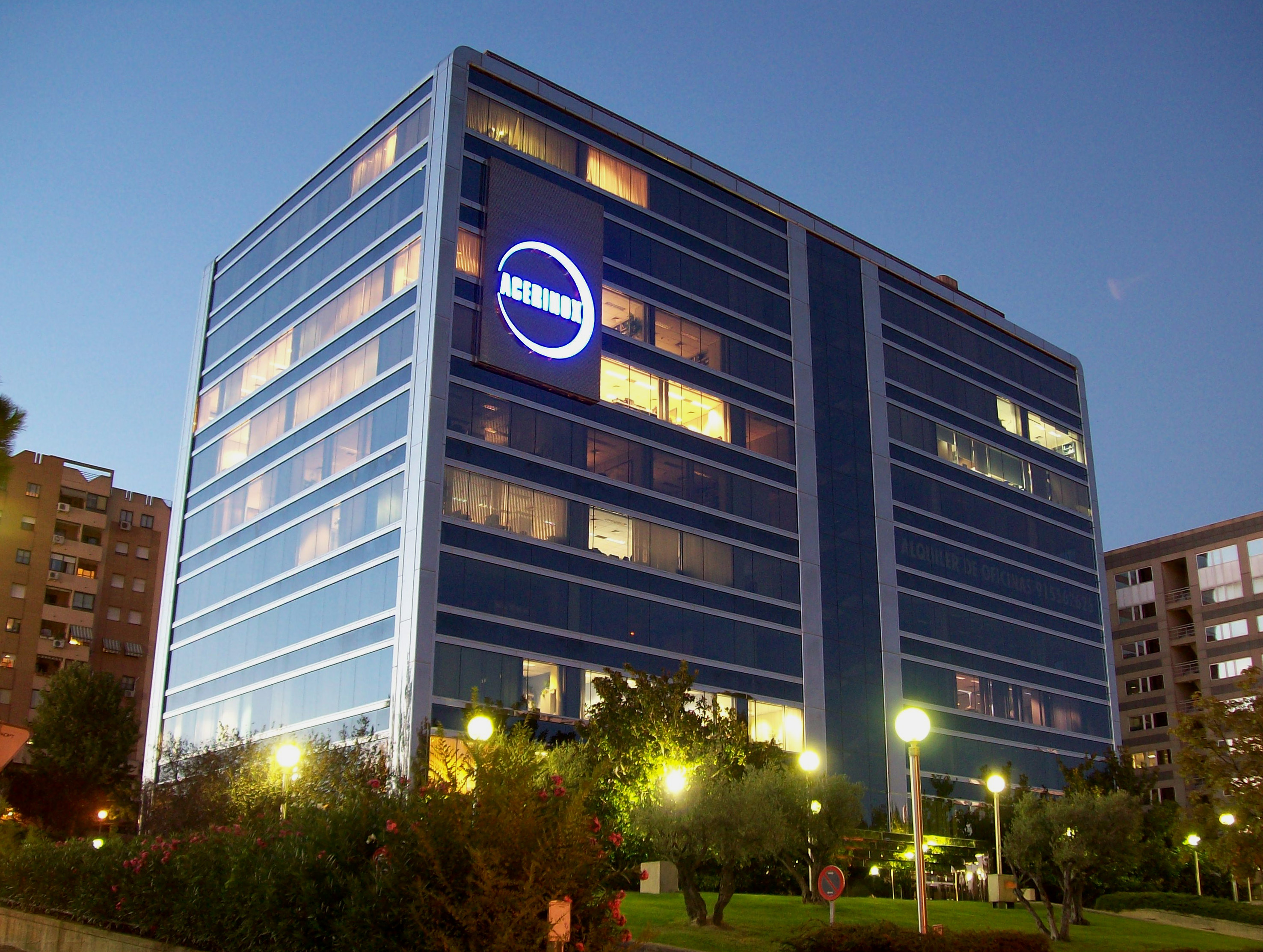
Unternehmenszentrale in Madrid

- Fábrica del Campo de Gibraltar, Andalusien, Spanien
- Columbus Stainless, Middelburg, Südafrika Columbus Stainless
- North American Stainless, Kentucky, USA
- Roldán SA
- Inoxfil SA
- Inoxcenter SA
- Inoxidables de Galicia SAU
- Metalinox Bilbao SA
- Inoxmetal SA
- Acimetal
- Inoxcenter Canarias SA
- Acerol – Comércio e Indústria de Aços Inoxidáveis
- Acerinox France
- Acerinox UK Ltd
- Acerinox Schweiz SA
- Acerinox Italia SRL
- Betinoks Turquía
- Acerinox Malaysia
- Acerinox Argentina
- Acerinox Chile
- VDM Metals, Werdohl, Deutschland (2020 erworben)